# San Francisco Fútbol Club
San Francisco Fútbol Club é um clube de futebol do Panamá, localizado no distrito de La Chorrera.
Sendo criado em 29 de setembro 1971, o time possui 9 títulos nacionais, sendo o terceiro maior vencedor e só foi uma vez na 2ª divisão. Atualmente o clube disputa a ANAPROF, a liga de futebol de primeira divisão do Panamá.
1. ↑  «SAN FRANCISCO FUTBOL CLUB EL PODEROSO DE LA CHORRERA». San Francisco F.C. (em espanhol). Consultado em 18 de fevereiro de 2024